# ORP Kaszub (1914)
ORP Kaszub – polski torpedowiec służący w latach 1921–1925, dawny niemiecki V 108 typu V 105 z czasów I wojny światowej, jeden z pierwszych okrętów polskiej marynarki wojennej. Zatonął w wyniku wybuchu kotła. Pierwszy z trzech polskich okrętów o tej nazwie.

## Pod cesarską banderą
Okręt należał do serii czterech torpedowców, jakie Holandia zamówiła jeszcze przed I wojną światową w szczecińskiej stoczni Stettiner Maschinenbau AG Vulcan. Przewidziano dla nich oznaczenia od Z1 do Z4. Według holenderskich założeń miały to być torpedowce Zeer groot lub Zeegand (co oznaczało „bardzo duże” lub „pełnomorskie”). Jednak, jak na owe czasy, ze względu na swoją wielkość, były to okręty mniejsze niż średnie (budowano już wówczas niewiele torpedowców na korzyść większych niszczycieli) i przeznaczone raczej do działań na wodach przybrzeżnych. Budowę torpedowca o numerze stoczniowym 356 (przyszłego V 108) rozpoczęto w 1913 roku.
Po wybuchu I wojny światowej, nieukończony okręt 10 sierpnia 1914 roku został zarekwirowany i po ukończeniu budowy wcielony do cesarskiej marynarki niemieckiej jako V 108 (prefiks V od stoczni Vulcan). Jednostka została zwodowana 12 grudnia 1914 roku. Do służby okręt wszedł 23 marca 1915 roku. V 108 – przyszły „Kaszub”, został włączony do niemieckiej floty bałtyckiej, gdzie na przełomie kwietnia i maja brał udział w wypadzie floty na Zatokę Ryską. Torpedowiec uczestniczył również w walce o Lipawę, gdzie 8 maja 1915 roku na minach postawionych dzień wcześniej przez rosyjskie niszczyciele zatonął bliźniaczy V 107. Do końca 1915 roku torpedowiec walczył w rejonie wybrzeży kurlandzkich. W 1916 roku V 108 został przeniesiony do służby szkolnej, w której pozostawał do końca wojny.

## Opis konstrukcji
Długość całkowita ORP „Kaszub” wynosiła 62,6 m, natomiast długość między pionami 62 m. Okręt miał szerokość maksymalną równą 6,22 m, pełne zanurzenie wynosiło 2,54 m, a średnie 2,07 m. Okręt przeznaczony był do działań przybrzeżnych, stąd jego wyporność standardowa/kontraktowa wynosiła 340 ton, zaś pełna 421 ton. Na próbach przeprowadzonych 7 listopada 1921 roku średnie zanurzenie okrętu wynosiło 2,14 m. Kadłub torpedowca podzielony na sześć wodoszczelnych przedziałów. W dwóch przedziałach zostały umieszczone dwie turbiny AEG Vulcan o łącznej mocy 5500 KM. Turbiny pracowały bezpośrednio na dwie trzyłopatowe śruby o średnicy 1,7 m, bez pośrednictwa przekładni. W kolejnych dwóch przedziałach znajdowały się cztery kotły wodnorurkowe typu Yarrow, których łączna powierzchnia grzewcza wynosiła 750 m². Dwa kotły opalane były ropą, a kolejne dwa węglem. Maksymalny zapas węgla wynosił 55 ton. Zgodnie z kontraktem torpedowiec miał osiągać 29,5 węzła. Po wcieleniu do służby jego maksymalna prędkość wynosiła 29 węzłów. Po włączeniu do polskiej marynarki wojennej okręt osiągał prędkość 20 węzłów. Zasięg pływania przy prędkości ekonomicznej 17 węzłów wynosił 1400 mil morskich, a dla maksymalnej prędkości 640 mil morskich. W niemieckiej służbie załoga okrętu liczyła 60 ludzi w tym: 3 oficerów, 57 podoficerów i marynarzy. W Polsce zgodnie z Dziennikiem Rozkazów MSWojsk Nr 1, z 18 stycznia 1921 roku etat załogi torpedowców typu V wynosił 5 oficerów oraz 74 podoficerów i marynarzy, w tym: 1 chorąży, 5 sierżantów, 11 plutonowych, 13 kaprali, 20 st. marynarzy, 24 marynarzy.
Po wejściu w skład Kaiserliche Marine torpedowiec został uzbrojony w dwa pojedyncze działa kalibru 88 mm L/30, a także w dwie pojedyncze wyrzutnie torped kalibru 450 mm. Po przejęciu okrętu przez Polskę okręt uzbrojono w dwa działa kalibru 47 mm wz. 85 Hotchkiss oraz w dwa ckm-y Maxim wz. 08 kalibru 7,92 mm. Dzięki uzyskanej pożyczce francuskiej, „Kaszub” został przezbrojony w dwa pojedyncze działa kalibru 75 mm wz. 97. Jedno ustawione było na rufie, a drugie na dziobie. Ponadto w skład uzbrojenia okrętu wchodziły jedna podwójna wyrzutnia torpedowa kalibru 450 mm oraz dwa ckm-y Maxim wz. 08 kalibru 7,92 mm dla obrony przeciwlotniczej.

## Przejęcie okrętu i remont
Po zakończeniu I wojny światowej zwycięskie mocarstwa podzieliły pomiędzy siebie okręty Kaiserliche Marine. Decyzją z 9 grudnia 1919 roku Polsce przyznano sześć torpedowców, których łączny tonaż miał nie przekraczać 1200 ton. Okręty miały być przeznaczone do służby patrolowej. W listopadzie 1920 roku Admiralicja na prośbę kontradmirała Wacława Kłoczkowskiego wyłoniła komisję, w skład której weszli inżynierowie specjaliści ze stoczni w Rosyth. Ich celem było wybranie sześciu najwartościowszych torpedowców, które miały zostać przekazane Polskiej Marynarce Wojennej. Jednym z okrętów był V 108 (Polska otrzymała ostatecznie również V 105 – późniejszy ORP „Mazur”). Torpedowiec był zacumowany w bazie Royal Navy w Rosyth wraz z innymi okrętami i nie przedstawiał większej wartości. Stan okrętu był bardzo zły, nie było na nim uzbrojenia oraz innych mechanizmów. Zdecydowanie lepiej prezentowało się wnętrze jednostki, a więc przedział maszynowy, kotłownie i pomieszczenia dla załogi. Strona polska zdecydowała się na remont w stoczni brytyjskiej, który przeprowadzono na podstawie umowy z 10 listopada 1920 roku zawartej z państwową stocznią H.M. Dockyard w Rosyth. Remont rozpoczął się 12 grudnia za zgodą Departamentu Spraw Morskich. Nadzór nad prawidłowym jego przebiegiem prowadziło Kierownictwo Dozoru Remontu Torpedowców w Rosyth, kierowane przez kpt. mar. (później kmdr. ppor. inż.) Ferdynanda Dyrnę, służbowo podległe kontradmirałowi Wacławowi Kłoczkowskiemu. W czasie remontu zdarzyły się drobne wypadki, m.in. podczas dokowania okrętu uszkodzono ster. Próby morskie przeprowadzono 22 sierpnia 1921 roku, po czym do końca miesiąca prowadzono prace porządkowe oraz szkolenie załogi. Następnie 31 sierpnia okręt udał się do Leith.
Przejęcie okrętu było niezwykle kosztowne dla niewielkiego budżetu marynarki wojennej. Całkowity koszt remontu ORP „Kaszub” wyniósł 13 283 funtów szterlingów, przy czym nie obejmował on kosztów remontu w Polsce oraz zakupu w 1924 roku uzbrojenia. Początkowo torpedowiec miał być uzbrojony w angielskie działa kalibru 4 cali (101,6 mm) QF Mk. IV, ale ostatecznie zrezygnowano z tego zamierzenia.

## Przejście do kraju
Po skompletowaniu załogi, która liczyła 3 oficerów oraz 37 podoficerów i marynarzy, okręt przygotowywano do podróży do kraju. Dowódcą okrętu mianowany został kmdr ppor. Walerian Antonowicz. Stanowisko starszego oficera objął kpt. por. mar. Włodzimierz Staszkiewicz, natomiast funkcję inżyniera-mechanika powierzono kpt. por. inż. Bolesławowi Gajewskiemu. Ostatnią próbę przed wyjściem do kraju przeprowadzono 22 sierpnia. W jej trakcie kpt. Gajewski stwierdził słabą jakość węgla, o czym zameldował dowódcy okrętu kmdr. ppor. Antonowiczowi. Pomimo tego, główny inżynier-mechanik Dywizjonu Torpedowców, kmdr ppor. inż. Ignacy Musiałowski – również uczestniczący w próbie, nie miał żadnych zastrzeżeń. Na odprawie dowódców trzech torpedowców, która miała miejsce 16 września, kpt. Gajewski meldował, że ORP „Kaszub” ze względu na swój zasięg (po uwzględnieniu kwalifikacji tylko dwóch zaokrętowanych palaczy z doświadczeniem morskim), złą jakość węgla oraz brak części instalacji doprowadzającej zużytą parę z urządzeń pomocniczych do skraplacza (co mogło spowodować, że zapas wody mógł być niewystarczający), nie będzie w stanie dotrzeć do planowanego celu, którym był norweski port Kristiansand. Podobne stanowisko, co Gajewski przyjął kmdr ppor. Antonowicz i postulował odholowanie torpedowca na odległość 150–200 mil morskich od Leith, co zwiększyłoby szanse na dotarcie do Kristiansandu. Na odprawie pod przewodnictwem kontradmirała Kłoczkowskiego, zapadła decyzja, że torpedowiec wyruszy w składzie dywizjonu z Leith 17 września o godz. 24:00. Przed wypłynięciem na okręt załadowano pełny zapas 16 ton wody oraz 55 ton węgla.
W sobotę 17 września na redzie portu Leith odbyło się uroczyste podniesienie bandery i poświęcenie okrętu, któremu nadano nazwę „Kaszub”. W nocy 18 września okręt wraz z OORP „Kujawiak” i „Krakowiak” wyruszył w drogę do norweskiego portu Kristiansand, skąd po uzupełnieniu zapasów miał dotrzeć do Kopenhagi, tam miał ponownie dokonać uzupełnień i dotrzeć do kraju. Nim jednak „Kaszub” rozpoczął rejs, musiał poczekać na ORP „Krakowiak”, na którym jeszcze trwały przygotowania do wyjścia w morze. Ostatecznie okręt wypłynął o godz. 03:15, do tego czasu zużywając połowę zapasu wody kotłowej, której pozostało tylko 2,5 tony. Okręt płynął ze zmienną prędkością 8–14 węzłów, utrzymując ciśnienie w dwóch kotłach, jednego opalanego węglem, a drugiego ropą. Już rankiem 18 września potwierdziły się obawy kpt. Gajewskiego dotyczące jakości węgla. Paleniska trzeba było często opróżniać ze szlaki, a zużycie węgla było większe niż zakładano. O godz. 13:00 znacznie dalej od celu niż zakładano, na „Kaszubie” zaczęło brakować ropy. Spowodowane to było nieutrzymaniem planowanej prędkości marszu. O godz. 14:00 na rozkaz dowódcy dywizjonu, z „Kujawiaka” na „Kaszuba” rozpoczęto przepompowywanie ropy. W wyniku wadliwego podłączenia węży, przez pół godziny ropa wyciekała do morza. O godz. 17:00 zakończono przepompowywanie 14 ton ropy i kontynuowano rejs. Jednak po upływie doby od wypłynięcia z portu, w wyniku zmniejszenia ciśnienia w kotłach okrętu, prędkość spadła do 8 węzłów. Wezwany na pokład „Kaszuba” kmdr ppor. Musiałowski wydał rozkaz rozpalenia trzeciego kotła oraz zaprzestania destylowania wody morskiej do kotłów. Spowodowało to, że okręt osiągnął 19 węzłów, jednak nie udało się utrzymać ciśnienia i prędkość zmalała do 12 węzłów. Wobec powyższego kmdr ppor. Musiałowski zameldował dowódcy dywizjonu, że „Kaszub” nie dopłynie do Kristiansandu. Kmdr por. Konstanty Jacynicz wydał rozkaz zawrócenia torpedowcom do Aberdeen. Okręty utrzymywały prędkość 15 węzłów, co po dokonaniu obliczeń umożliwiłoby im dotarcie do Kirstiansandu. Kmdr por. Jacynicz ponownie rozkazał zawrócić w kierunku norweskiego portu. Jednak prędkość „Kaszuba” spadła do 8 węzłów i nie było już szans na dotarcie do celu. O północy 19 września dowódca dywizjonu kmdr por. Jacynicz oraz główny mechanik przenieśli się na „Kujawiaka”. Dwadzieścia minut po północy dowódca dywizjonu rozkazał „Kaszubowi” zawrócić do Aberdeen w Szkocji, gdzie okręt płynąc ze zmienną prędkością 6–12 węzłów przypłynął tego samego dnia, po około 33 godz. podróży.
Ostatecznie podjęto decyzję, że „Kaszub” do Kopenhagi zostanie odholowany. Holowany przez „Bullgera” okręt wyruszył z Aberdeen 24 września, a do stolicy Danii dotarł 28 września. Stamtąd 30 września o godz. 17:00 jednostki należące do duńskiej firmy Union Transport-og Bjergnings-Selskab rozpoczęły holowanie trzech polskich torpedowców do Gdańska. „Kaszub” był holowany przez jednostkę „Dan”. Jednak po rozpoczęciu rejsu doszło do zerwania holu i wskutek błędnego manewrowania doszło do zderzenia rufy „Kaszuba” z dziobem „Kujawiaka”. Wypadek spowodował, że okręty zawróciły do portu. Następnego dnia o godz. 04:00 „Kaszub” ponownie rozpoczął rejs do Gdańska. O północy 2 października 1921 roku, na wysokości Ławicy Słupskiej „Kaszub” wraz z pozostałymi torpedowcami odrzucił liny holownicze i dalej płynął samodzielnie. Rankiem 3 października „Kaszub” zawinął do Pucka.

## Służba w Polsce
ORP „Kaszub” został wcielony do Marynarki Wojennej 15 października 1921 roku, w której służył wraz z bliźniaczym ORP „Mazur” (ex-V 105). Wymagał jednak, tak jak pozostałe torpedowce, dalszego remontu i uzbrojenia. Próby odbiorcze wspomniane okręty przeszły w listopadzie i w grudniu. 11 października 1921 roku „Kaszub” został postawiony w stan rezerwy. Zimę spędził w porcie w Pucku. Odnowiony okręt został 15 października 1921 roku włączony do utworzonego 4 listopada 1920 roku Dywizjonu Torpedowców, dowodzonego przez kmdr por. Edwarda Sadowskiego. Funkcję pierwszego i jedynego dowódcy ORP „Kaszub” sprawował kmdr ppor. Bohdan Brodowski. Na to stanowisko został wyznaczony 10 lutego 1921 roku.
Po wejściu do służby okręt został uzbrojony w dwa działka kal. 47 mm oraz w dwa ckm kal. 7,92 mm. Ze środków uzyskanych z francuskiej pożyczki, w 1925 roku okręt przezbrojono w dwie armaty morskie kal. 75 mm. Ponadto zamontowane zostały dwie wyrzutnie torped kal. 450 mm oraz tory minowe. Głównym zadaniem okrętu było szkolenie nowych kadr dla marynarki wojennej. W tym celu odbywał rejsy do różnych portów bałtyckich. W 1922 roku odwiedził wraz z innymi torpedowcami Kopenhagę, w 1923 roku Karlskronę i Kalmar. ORP „Kaszub”, jako pierwszy polski okręt na Bałtyku podniósł proporzec Prezydenta RP Stanisława Wojciechowskiego – miało to miejsce 29 kwietnia 1923 roku w Gdyni podczas uroczystego otwarcia i poświęcenia „Tymczasowego Portu Wojennego i Schroniska dla Rybaków”.
W lipcu 1925 roku Dywizjon Torpedowców w składzie OORP „Mazur”, „Podhalanin” i „Kaszub” miał udać się do Kalmaru w rejs szkoleniowy z podchorążymi. Przygotowania do rejsu rozpoczęły się od pobrania ropy w Gdańsku, natomiast po węgiel torpedowiec popłynął do Pucka. W czasie przechodzenia między płyciznami, na wysokości Rewy doszło do wypadku. Na prawej śrubie okrętu oderwało się jedno z piór. Podjęto decyzję o dokowaniu jednostki i wymianie pędnika w Stoczni Gdańskiej. Pozostałe dwa torpedowce miały wypłynąć bez „Kaszuba”, który miał do nich dołączyć po dokonaniu napraw.
W poniedziałek 20 lipca 1925 roku o godz. 8.30, po zakończeniu naprawy, doszło do wybuchu w opalanym ropą dziobowym kotle, w wyniku czego okręt przełamał się na pół. Część dziobowa zatonęła, natomiast rufa unosiła się na wodzie. Dziób został podniesiony z dna 27 lipca i wraz z rufą wprowadzony do doku, dla przeprowadzenia badań nad przyczyną eksplozji. Po zakończeniu badań wrak został pocięty na złom. 22 października 1925 roku ORP „Kaszub” skreślony został z listy okrętów floty, a jego etat przeniesiony na ORP „Podhalanin”. W katastrofie „Kaszuba” zginęło trzech członków załogi (mat Zimecki oraz marynarze Mariański i Stępniewski), a obrażeń ciała doznali marynarze Bulanda i Żewielski. Zwłoki ofiar wydobyto tydzień po wybuchu i pochowano na cmentarzu w Pucku.

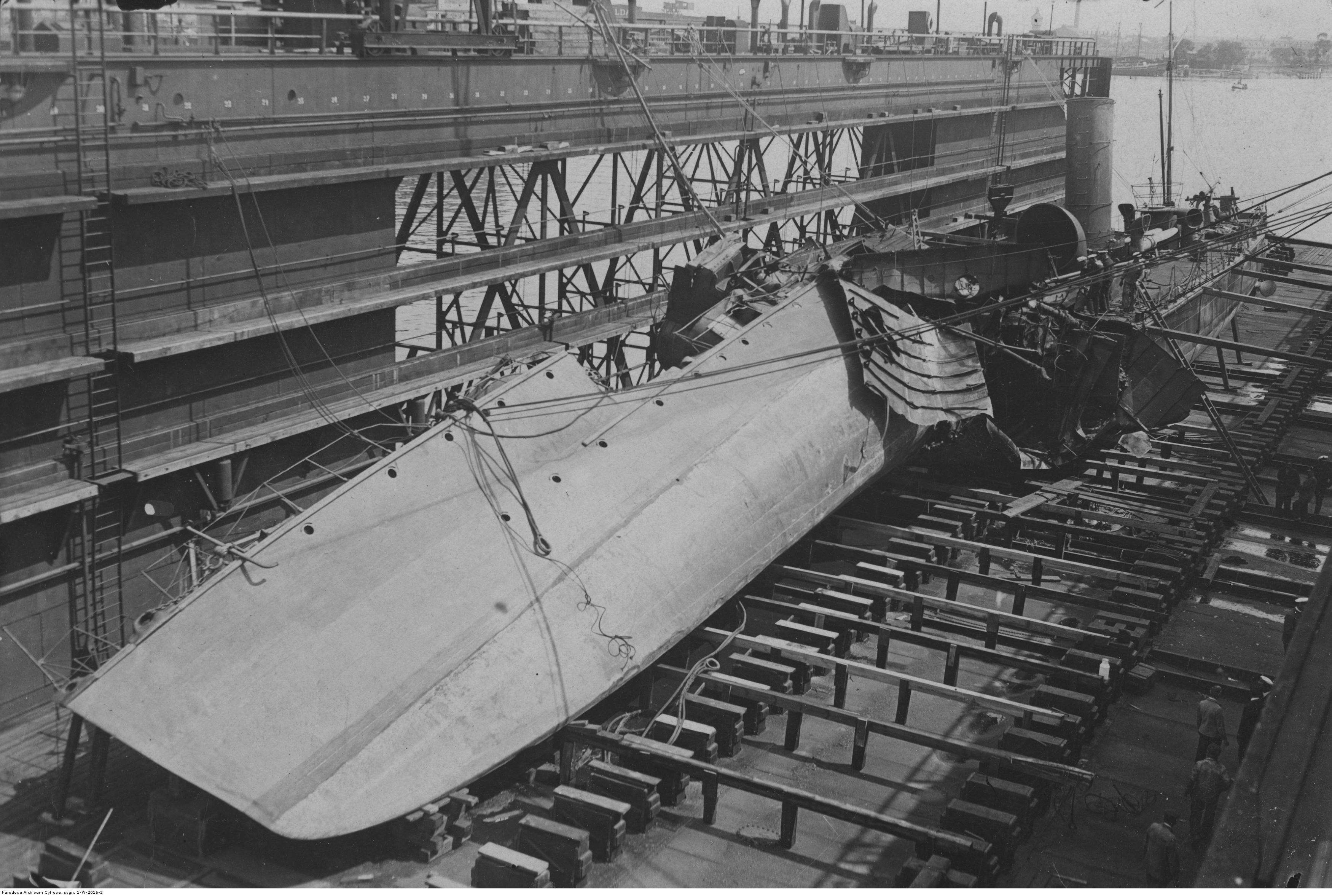
Część kadłuba ORP „Kaszub” po wydobyciu, w doku Portu Gdańskiego

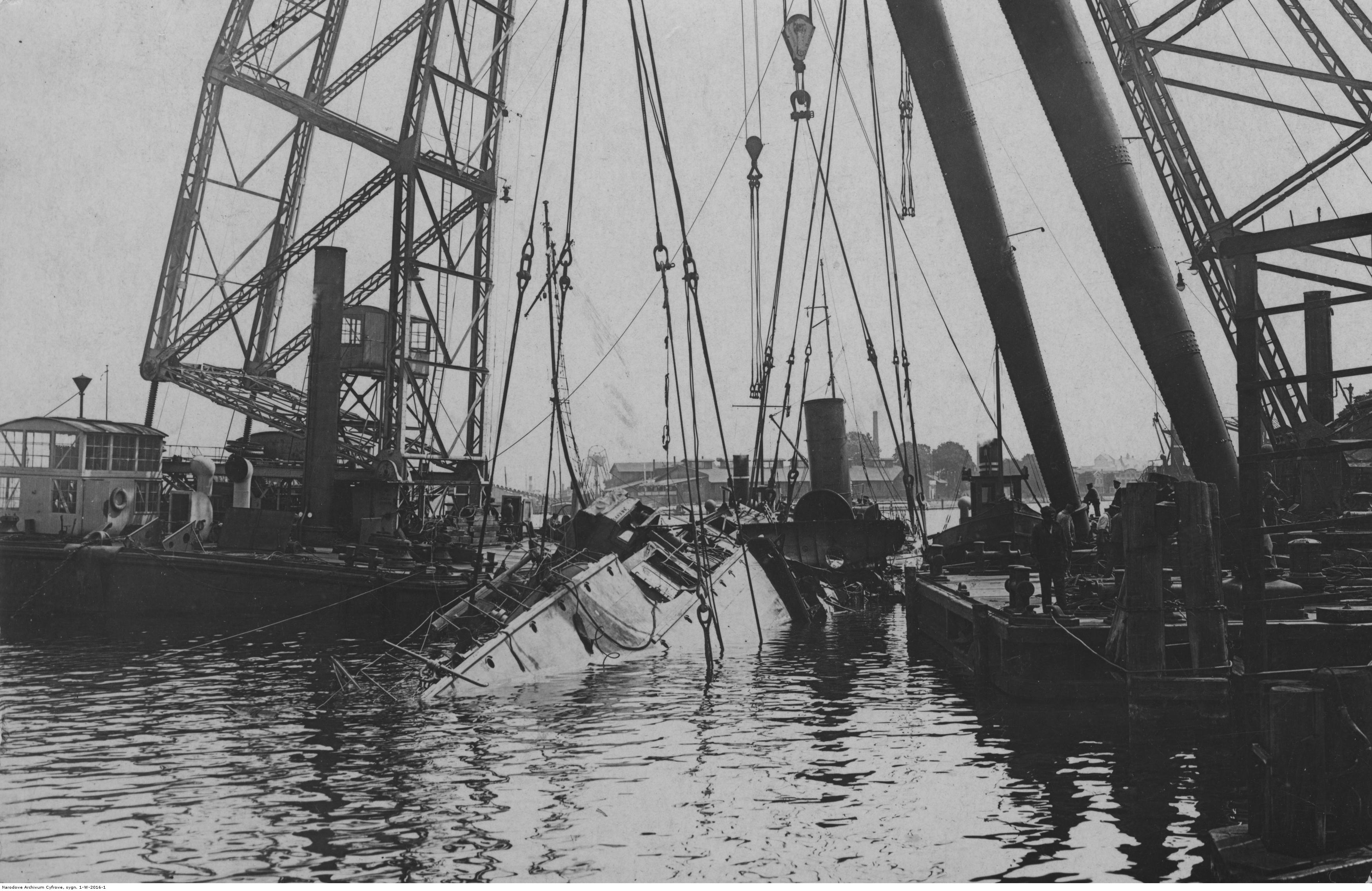
Wydobycie ORP „Kaszub” z dna w 1925 roku

Konstruktor okrętowy, inż. Aleksander Potyrała, przyczynę katastrofy upatrywał w wybuchu gazów zgromadzonych w kotłowni okrętu, do której mogła dostać się ropa. Innego zdania był wykładowca Szkoły Specjalistów Morskich Mieczysław Iwański, zaokrętowany w Dywizjonie Torpedowców. Twierdził on, że przyczyną wybuchu kotła były wady materiału i wykonania, a dokładniej nieodpowiednie walcowanie kolektorów wodnych jeszcze w czasie budowy. Jeszcze inne zdanie przedstawił kmdr inż. Zdzisław Śladkowski, piastujący stanowisko Szefa Służby Technicznej Dowództwa Floty. Nadzorował wydobycie wraku i ustawienia go na pontonie, a także pracę nurków poszukujących oderwanych części. W sporządzonej ekspertyzie za przyczynę eksplozji uznał oderwanie dolnej części walczaka wodnego, co spowodowane było niezamontowaniem specjalnych rozpieraczy mających przeciwdziałać jego zgnieceniu. Najbardziej prawdopodobną wersję wydarzeń przedstawił jednak dowódca bliźniaczego ORP „Mazur” Michał Borowski. Wybuch kotła spowodował pożar, jaki miał miejsce na okręcie kilka miesięcy wcześniej, o którym dowódca torpedowca kmdr ppor. Bohdan Brodowski nikogo nie powiadomił. W wyniku pożaru, blacha ścianek kotłowych stała się cieńsza, w związku z czym przy rozpalaniu kotła doszło do wybuchu. Znana była również niepotwierdzona wersja, zgodnie z którą okręt zatonął na skutek akcji sabotażowej niemieckich stoczniowców.